# Desperate Housewives (seizoen 8)
Dit artikel geeft een overzicht van de afleveringen en acteurs van seizoen 8 van Desperate Housewives. Dit is meteen het laatste seizoen van de reeks.

## Rolverdeling

### Hoofdrol
- Teri Hatcher als Susan Delfino
- Felicity Huffman als Lynette Scavo
- Marcia Cross als Bree Van de Kamp
- Eva Longoria als Gabrielle Solis
- Vanessa Williams als Renée Perry
- Ricardo Antonio Chavira als Carlos Solis
- Doug Savant als Tom Scavo
- Mark Moses als Paul Young
- Kathryn Joosten als Karen McCluskey
- Kevin Rahm as Lee McDermott
- Brenda Strong als Mary Alice Young
- James Denton als Mike Delfino

### Bijrol
- Charlie Carver als Porter Scavo
- Joshua Logan Moore als Parker Scavo
- Darcy Rose Byrnes als Penny Scavo
- Madison De La Garza als Juanita Solis
- Mason Vale Cotton als M.J. Delfino
- Max Carver als Preston Scavo

### Gastrol
- Scott Bakula als Trip Weston
- Orson Bean als Roy Bender
- Andrea Bowen als Julie Mayer
- Dana Delany als Katherine Mayfair
- Christine Estabrook als Martha Huber
- Kyle MacLachlan als Orson Hodge
- Shawn Pyfrom als Andrew Van de Kamp
- Mindy Sterling als Mitzi Kinsky
- Lesley Ann Warren als Sophie Bremmer
- Roger Bart als George Williams
- Justine Bateman als Ellie Leonard
- Emily Bergl als Beth Young
- Richard Burgi als Karl Mayer
- Steven Culp als Rex Van de Kamp
- Dana Delany als Katherine Mayfair
- Christine Estabrook als Martha Huber
- Ellen Geer als Lillian Simms
- Joy Lauren als Danielle Van de Kamp
- Valerie Mahaffey als Alma Hodge
- Cameron Mathison als Greg Cameron
- Mark Moses als Paul Young
- Lupe Ontiveros als Juanita "Mama" Solis
- Shawn Pyfrom als Andrew Van de Kamp
- Kiersten Warren als Nora Huntington

## Afleveringen
| Nr. | Titel                                                    | Schrijver(s)                            | Regisseur                   | Uitzenddatum Verenigde Staten |  |
| --- | -------------------------------------------------------- | --------------------------------------- | --------------------------- | ----------------------------- |  |
| 8-01 (158) | Secrets that I never want to know                        | Bob Daily                               | David Grossman              | 26 september 2011             |  |
| Seizoen 8 begint waar 7 eindigde: de vrouwen en Carlos hebben Alejandro vermoord. Het lijk begraven ze in een nabijgelegen bos. Bree probeert geheim te houden voor Chuck wat zij en de andere vrouwen met Alejandro hebben gedaan. Gabrielle zoekt hulp bij een priester om Carlos te helpen. Ben, de nieuwe buurman in de straat ontmoet al snel Renée. Susan trekt zich helemaal terug uit de vriendengroep sinds zij met de gedachte moet leven dat ze medeplichtig is aan moord. |                                                          |                                         |                             |                               |  |
| 8-02 (159) | Making the connection                                    | Matt Berry                              | Tara Nicole Weyr            | 2 oktober 2011                |  |
| Bree heeft een briefje ontvangen: iemand weet wat de vrouwen van Wisteria Lane en Carlos gedaan hebben. Gaby probeert haar seksleven weer meer vuur en passie in te blazen sinds de moord op Alejandro. Omdat Susan met een immens schuldgevoel zit wil ze opgepakt worden door de politie. Renee zoekt een band met Ben. Bree ontdekt dat Ben iets te maken heeft met het geheime briefje. Lynette en Tom hebben het moeilijk om de kinderen gescheiden op te voeden. |                                                          |                                         |                             |                               |  |
| 8-03 (160) | Watch while I revise the world                           | John Paul Bullock III                   | David Warren                | 9 oktober 2011                |  |
| Lee heeft een probleem met zijn dochter Jenny en vraagt Renee om hulp. Lynette krijgt het bezoek van haar zus Lydia. Carlos en Susan vinden zichzelf in hun schuldgevoel om de moord op Alejandro. Mike wordt echter jaloers, dus kunnen ze niet verder dan hem de moord op te biechten. Bree maakt een einde aan haar relatie met Chuck als ze denkt dat Chuck de mysterieuze briefschrijver is. |                                                          |                                         |                             |                               |  |
| 8-04 (161) | School of hard knocks                                    | Marco Pennette                          | David Grossman              | 16 oktober 2011               |  |
| Lynette ontdekt dat Tom aan het daten is. Ze doet er alles aan om te weten te komen wij er op zijn verlanglijstje staat. Bree neemt haar dochter Danielle opnieuw in huis nadat haar man bij haar en haar zoontje Benjamin weg is. Susan wil kunstlessen volgen maar komt meteen in de clinch met haar leraar Andre. Gabrielle werkt zichzelf in een vervelende situatie wanneer ze het opneemt tegen het hoofd van het oudercontact op de school van Juanita en Celia. |                                                          |                                         |                             |                               |  |
| 8-05 (162) | The art of making art                                    | Dave Flebotte                           | Lonny Price                 | 23 oktober 2011               |  |
| Tom en Lynette bezoeken een therapeut om samen over hun scheiding te praten. Hier geeft Tom toe dat hij iets heeft met Jane. Bree doet een goede daad met een dakloze. Carlos voelt zich nog steeds schuldig over de moord op Alejandro en de situatie bereikt een hoogtepunt. Susan is het niet eens met haar leraar Andre als die wil dat zijn studentes naakt naar de klas komen de volgende les. Gabrielle heeft het moeilijk om een schoolevenement te organiseren als kersvers hoofd van het oudercomité. |                                                          |                                         |                             |                               |  |
| 8-06 (163) | Witch's lament                                           | Annie Weisman                           | Tony Plana                  | 30 oktober 2011               |  |
| Op Halloween gaan Bree, Susan, Lynette en Gaby het lijk van Alejandro opzoeken nadat ze te weten komen dat hun nieuwe buurman Ben de toestemming heeft gekregen om het bos om te ploegen om er een snelbouwproject te starten. Maar ze worden in het bos achtervolgd. Renee is in een romantische bui als ze Ben ziet. Susan vertrouwt de affaire tussen Andre en zijn leerlinge niet. Een geheim pakketje wordt afgeleverd voor Lynette en elders in de stad spreekt een geheimzinnige man tijdens een AA-meeting over zijn black-out. |                                                          |                                         |                             |                               |  |
| 8-07 (164) | Always in control                                        | Jeff Greenstein                         | Jeff Greenstein             | 6 november 2011               |  |
| Het lijk van Alejandro is verdwenen uit het bos. Bree probeert te achterhalen wat er gebeurd is. Susan wil Andre versteld doen staan van haar kunnen. Lynette vertelt Penny een leugen over Jane, de nieuwe liefde van haar papa Tom. Gabrielle en Carlos raken in de clinch met Bob en Lee over de opvoeding van hun kinderen. Als Bree ontdekt dat enkele werkmannen van Ben het lijk van Alejandro gevonden hebben biecht zij alles op aan Ben. En net op het moment dat detective Chuck weer ten tonele verschijnt zorgt Ben ervoor dat het lijk verdwijnt. |                                                          |                                         |                             |                               |  |
| 8-08 (165) | Suspicion song                                           | David Schaldweiler                      | Jennifer Getzinger          | 13 november 2011              |  |
| Bree voelt zich bedreigd door Chuck wanneer hij vermoedt dat zij iets te maken heeft met de verdwijning van Alejandro. Susans werken worden geëvalueerd door een galerij-houder. Gaby probeert Carlos te behoeden voor zijn drankprobleem, maar dat draait helemaal verkeerd uit. Lynette zet alles op alles om haar huwelijk te redden. Mike heeft het er moeilijk mee dat hij in opdracht van Ben het lijk van Alejandro onder het beton heeft gestopt van het snelbouwproject. |                                                          |                                         |                             |                               |  |
| 8-09 (166) | Putting it together                                      | Sheila Lawrence                         | David Warren                | 4 december 2011               |  |
| Gaby gaat hopeloos op zoek naar Carlos, die sinds enkele uren vermist is. De laatste keer dat hij gezien werd was hij stomdronken. Intussen bedrinkt ook Bree zich en geeft ze haar verleden en mogelijke toekomst prijs wanneer ze haar heil zoekt in een motel. Lynette komt lijnrecht tegenover Jane te staan. Chuck ondervraagt Bree, Lynette, Susan en Gaby over de moord op Alejandro. Mike vertelt aan Ben waar hij het lijk van Alejandro verborgen heeft. De moord op Alejandro komt tot een nooit eerder gekend hoogtepunt wanneer detective Chuck omvergereden wordt en Bree zich opsluit in een hotelkamer met een fles whiskey en een revolver klaar om een einde te maken aan de hel waarin ze terechtgekomen is. |                                                          |                                         |                             |                               |  |
| 8-10 (167) | What's the discuss, old friend?                          | Wendy Mericle                           | David Grossman              | 8 januari 2012                |  |
| Gaby geeft de zoektocht naar Carlos op. Hij is nog steeds vermist. Het geheime pact van de vrouwen en Carlos, waar nu ook Ben en Mike van af weten is geëscaleerd tot een ijzingwekkend hoogtepunt. Wanneer de huisvrouwen van Wisteria Lane die middag hun tv opzetten worden ze met verstomming geslagen: een extra nieuwsuitzending. In de straat is een dode gevallen. Is het Chuck, die werd aangereden door een onbekende? Of is het Bree, die op punt stond om een einde te maken aan haar leven? |                                                          |                                         |                             |                               |  |
| 8-11 (168) | Who can say that's true?                                 | Brian Tanen                             | Larry Shaw                  | 15 januari 2012               |  |
| Nu Carlos nog steeds in de ontwenningskliniek zit vraagt Gaby Lynette om hulp. Zij moet namelijk het bedrijf van haar man in stand zien te houden. Renee probeert Bree uit haar depressie te helpen en raadt haar aan om haar huis te verlaten en een leuke avond te beleven in een bar. Dat verloopt echter niet zoals gewenst. Mike ontdekt intussen dat er iets niet pluis is met het vastgoedproject van Ben. Suzan verlaat tijdelijk Wisteria Lane om in Europa een bezoek te brengen aan de familie van Alejandro. |                                                          |                                         |                             |                               |  |
| 8-12 (169) | What's the good of being good?                           | Jason Ganzel                            | Ron Underwood               | 22 januari 2012               |  |
| Bree haar leven raakt helemaal van de rails wanneer haar lust in mannen en alcohol met de dag toeneemt. Lynette heeft intussen haar eerste date, sinds de scheiding met Tom. Ze gaat vanavond uit met de kapper van Renee. Susan kan een confrontatie met Alejandro's vrouw niet ontkomen wanneer zij vermoedt dat Susan iets te maken heeft met de verdwijning van haar man. Intussen ontdekt Gaby dat Marisa, Alejandro's andere stiefdochter, ook door hem misbruikt werd. Ben heeft duidelijk plannen met Renee. |                                                          |                                         |                             |                               |  |
| 8-13 (170) | Is this what you call love?                              | David Schladweiler & Valérie A. Brotski | David Grossman              | 12 februari 2012              |  |
| Renee vertelt Lynette dat ze Bree heeft meegenomen naar een bar. Susan heeft het moeilijk omdat Julie haar baby wil opgeven voor adoptie en Gaby vindt het moeilijk om Juanita de waarheid te vertellen omdat die soms pijn doet. Lynette vindt troost en geluk met haar nieuwe liefde. Lynette, Gaby en Susan willen Bree helpen maar zij blokt hen af waarna ze hulp zoeken in een oude bekende. |                                                          |                                         |                             |                               |  |
| 8-14 (171) | Get out of my life                                       | Cindy Appel                             | James Hayman                | 19 februari 2012              |  |
| Porter blijkt de vader te zijn van Julies baby en hij wil het kind houden. Roy en Karen zijn uiteen omdat Karens kanker terug is en ze hem wil beschermen en Gaby houdt Roy bij haar omdat hij haar kinderen in het gareel weet te houden. Bree laat zich dan weer manipuleren door Orson wiens geheimen worden getoond. |                                                          |                                         |                             |                               |  |
| 8-15 (172) | She needs me                                             | Jason Ganzel                            | Randy Zisk                  | 4 maart 2012                  |  |
| Bree komt te weten wie de anonieme briefjes heeft geschreven en wil niets meer te maken hebben met Orson. Gaby vertelt Roy toch dat Karens kanker terug is. Lynette heeft het moeilijk met de vrije tijd wanneer Tom alle kinderen voor een weekje meeneemt en ze vecht met Susan over de baby. Renee wordt bedreigd door een afzetter. |                                                          |                                         |                             |                               |  |
| 8-16 (173) | You Take For Granted                                     | Matt Berry                              | Jeff Greenstein             | 11 maart 2012                 |  |
| Susan is bang dat haar familie iets kan gebeuren nadat Mike de afzetter van Ben heeft geslagen. Karen vraagt Bree om haar te helpen zelfmoord te plegen maar Bree ziet dit niet zitten. Carlos heeft problemen thuis en op het werk sinds zijn therapie en vindt zijn kinderen nu belangrijker dan wat ook. Maar wat hij niet wil snappen is dat Gaby dat op haar manier ook is en dat ze niet wil dat de kinderen iets tekortkomen waar zijzelf in armoede is opgegroeid. Lynette krijgt van Jane te horen dat Tom wil samenwonen. Wanneer Jane later langskomt stikt ze bijna in 1 van haar eigen kaascrackers. Susans grote angst komt uit.                                                                                  |                                                          |                                         |                             |                               |  |
| 8-17 (174) | Woman and death                                          | Annie Weisman                           | David Grossman              | 18 maart 2012                 |  |
| De begrafenis van Mike Delfino brengt hevige emoties met zich mee. Susan, MJ en Julie nemen in schoonheid afscheid. Renee zingt tijdens de plechtigheid in de kerk. Gaby besluit om een job aan te gaan, zodat zij en Carlos het financieel goed zullen hebben nu Carlos besloten heeft om wat gas terug te nemen op het werk. Lynette komt tot het besluit om Tom terug te winnen van Jane. En Bree komt in een gevaarlijke situatie terecht wanneer de politie haar als hoofdverdachte voor de moord op Alejandro ziet. |                                                          |                                         |                             |                               |  |
| 8-18 (175) | Any moment                                               | Sheila Lawrence                         | Randy Zisk                  | 25 maart 2012                 |  |
| Tijdens de nasleep van de moord op Mike gaat Susan haar boekje te buiten volgens de hoogzwangere Julie: zij laat MJ alles doen wat hij wil. Toch krijgen moeder en zoon te maken met alweer een zware levensles. Ben vraagt Renee ten huwelijk, maar het aanzoek wordt verstoord wanneer de politie Ben wil ondervragen over een lijk dat gevonden werd op zijn bouwwerf: dat van Alejandro. Bree kijkt vreemd op als Andrew plots opduikt met zijn verloofde: een vrouw. Lynette stelt een plan in werking om Tom terug te winnen. Gabby krijgt een job als shopassistente in een druk winkelcentrum. Een telefoongesprek tussen Bree en Ben over het lijk van Alejandro wordt onderschept door de politie.                    |                                                          |                                         |                             |                               |  |
| 8-19 (176) | With so little to be sure of                             | Marco Pennette                          | Tara Nicole Weyr            | 1 april 2012                  |  |
| Carlos is razend als hij hoort dat Gaby op haar nieuwe werk soms flirt met de klanten om hen iets te laten kopen. Susan verdenkt Mike ervan een affaire te hebben gehad, maar het geheim dat ze ontdekt gaat veel dieper dan wat ze eerst kon vermoeden. Bree wordt ondervraagd door de detectives en heeft een advocaat nodig. Lynette vecht als nooit tevoren voor Tom. Maar Jane stelt Tom intussen voor dat hij werk moet maken van zijn scheiding. |                                                          |                                         |                             |                               |  |
| 8-20 (177) | Lost my power                                            | Wendy Mericle                           | David Grossman              | 29 april 2012                 |  |
| In haar gevecht voor Tom ontziet Lynette niets of niemand. Het proces van Bree komt steeds dichterbij. Intussen krijgt zij een meer dan gewone interesse in haar advocaat. Gaby wordt door een steenrijke vrouw ingehuurd als haar persoonlijke shopassistente. Carlos wil dat zij het geld dat ze ontvangt stort voor zijn liefdadigheidsproject. Een ongeluk met een vrachtwagen in de straat wordt veroorzaakt door MJ, terwijl Susan nog nazindert na de ontdekking die ze deed over Mike. De vrouwen bundelen de krachten om na te denken over hoe ze Bree kunnen helpen tijdens het proces. |                                                          |                                         |                             |                               |  |
| 8-21 (178) | The People Will Hear                                     | Brian Tanen                             | David Warren                | 6 mei 2012                    |  |
| Het proces van Bree is een feit. Tijdens het proces ziet ze in dat ze verliefd geworden is op haar advocaat, maar ze betrapt de man met iemand anders. Susan gaat met Julie naar de zwangerschapsgym, maar is het niet eens met de lesgeefster. Ben en Renee leven naar hun huwelijk toe. Tussen Jane en Lynette ontstaat heel even wereldoorlog III. Wordt Bree vrijgesproken? |                                                          |                                         |                             |                               |  |
| 8-22/23 (179-180) | Give Me the Blame (deel I) / Finishing the Hat (deel II) | Bob Daily / Marc Cherry                 | Larry Shaw / David Grossman | 13 mei 2012                   |  |
| Het verdict van de rechter is gevallen. Julie moet bevallen en Susan haast zich naar het ziekenhuis. Renee en Ben trouwen. Karen McClusky overlijdt aan kanker. Lynette en Tom staan op een keerpunt in hun leven, maar wordt de stap gezet? Gaby en Carlos moeten belangrijke keuzes maken. Eén huisvrouw staat op het punt om haar huis te verkopen. Oude gezichten keren terug naar Wisteria Lane en een laatste onthulling zorgt voor heel wat veranderingen in de toekomst. |                                                          |                                         |                             |                               |  |